# Municipio de Fairview (condado de York)
El municipio de Fairview (en inglés: Fairview Township) es un municipio ubicado en el condado de York en el estado estadounidense de Pensilvania. En el año 2000 tenía una población de 14,321 habitantes y una densidad poblacional de 155,3 personas por km².

## Geografía
El municipio de Fairview se encuentra ubicado en las coordenadas 40°11′00″N 76°49′59″O / 40.18333, -76.83306.

## Demografía
Según la Oficina del Censo en 2000 los ingresos medios por hogar en la localidad eran de $57,150 y los ingresos medios por familia eran $65,903. Los hombres tenían unos ingresos medios de $42,579 frente a los $30,965 para las mujeres. La renta per cápita para la localidad era de $26,343. Alrededor del 3,9% de la población estaban por debajo del umbral de pobreza.